# 難波駅 (南海)
難波駅（なんばえき）は、大阪府大阪市中央区・浪速区にまたがる、南海電気鉄道の駅。駅番号はNK01。

## 概要
南海電鉄の主要路線である南海本線と高野線の2路線が乗り入れ、同社の大阪市側のターミナル駅である。大阪の繁華街の一つ、ミナミの玄関口であり、大阪のメインストリートである御堂筋の南端付近に位置している。また関空特急「ラピート」が当駅を発着しており、外国人観光客（インバウンド）を含む多くの関西国際空港利用客の玄関口としての役割を果たす。駅ビルの南海ビルディングに髙島屋大阪店が入居しており、他にもスイスホテル南海大阪やなんばスカイオ、大型商業施設のなんばCITYやなんばパークスなどが駅と直結している。当駅以北には難波や道頓堀、千日前などのミナミの繁華街が広がっている。難波地区の駅の中で唯一の地上駅であり、9面8線の巨大なホームは行き止まり式の駅としては阪急大阪梅田駅に次ぐ国内2位の規模である（全私鉄駅の中でも2位）。
駅名は大坂城下の難波新地および西成郡難波村に由来する。大阪市高速電気軌道（Osaka Metro）の難波駅と同様、案内表示・駅名標などは「なんば駅」と平仮名表示に統一されているが、正式表記は漢字の「難波駅」であり、乗車券類などに表記されている。
関西の大手私鉄では梅田は「大阪梅田」と頭に「大阪」をつけてターミナル駅の案内をされることが多いが、当駅に関しては大阪を付けずに案内されている。また、他線の駅とは距離がある事もあり区別を付ける為に社名を冠して「南海なんば駅」と呼ばれる事もある。
難波新地（現・中央区難波）の南端に南海難波駅、ほぼ中央に大阪難波駅（近鉄・阪神）およびOsaka Metro千日前線ホーム、両者を結ぶようにOsaka Metro御堂筋線ホームが位置し、難波入堀川（現・阪神高速1号環状線北行き）を挟んで西側にOsaka Metro四つ橋線ホーム、さらに西側にJR難波駅が位置する。

### 乗り入れ路線
前述の通り、当駅には南海本線および高野線が乗り入れているが、線路名称上の所属は南海本線のみである。
難波駅は、南海の大阪市側のターミナルである。元来は南海本線単独の駅であるが、複々線化により高野線列車も発着する。大阪都心部と、和歌山市・関西国際空港・大阪府南部（南海本線沿線）や高野山方面（高野線沿線）および泉北ニュータウン方面（高野線と直通運転を行う泉北線沿線）と大阪都心部の往来に使われている。Osaka Metroの地下鉄各線などとの乗り換えも容易で、大阪・梅田駅や天王寺駅などと並ぶ大阪の主要ターミナル駅の一つである。
以下の駅・路線とはなんばウォークやNAMBAなんなんといった地下街や地下道を通って乗り換えが可能である。
- 大阪市高速電気軌道（Osaka Metro） - 難波駅 [注 1]
  -  御堂筋線 - 駅番号はM20。
  -  四つ橋線 - 駅番号はY15。
  -  千日前線 - 駅番号はS16。
- 近畿日本鉄道（近鉄）・阪神電気鉄道 （阪神）- 大阪難波駅
  - A 近鉄難波線（奈良線）- 駅番号はA01。
  - 阪神なんば線 - 駅番号はHS 41。
- 西日本旅客鉄道（JR西日本） - JR難波駅
  -  関西本線（大和路線）- 駅番号はJR-Q17（乗り換えには徒歩12～15分程度の時間を要する）。

## 歴史

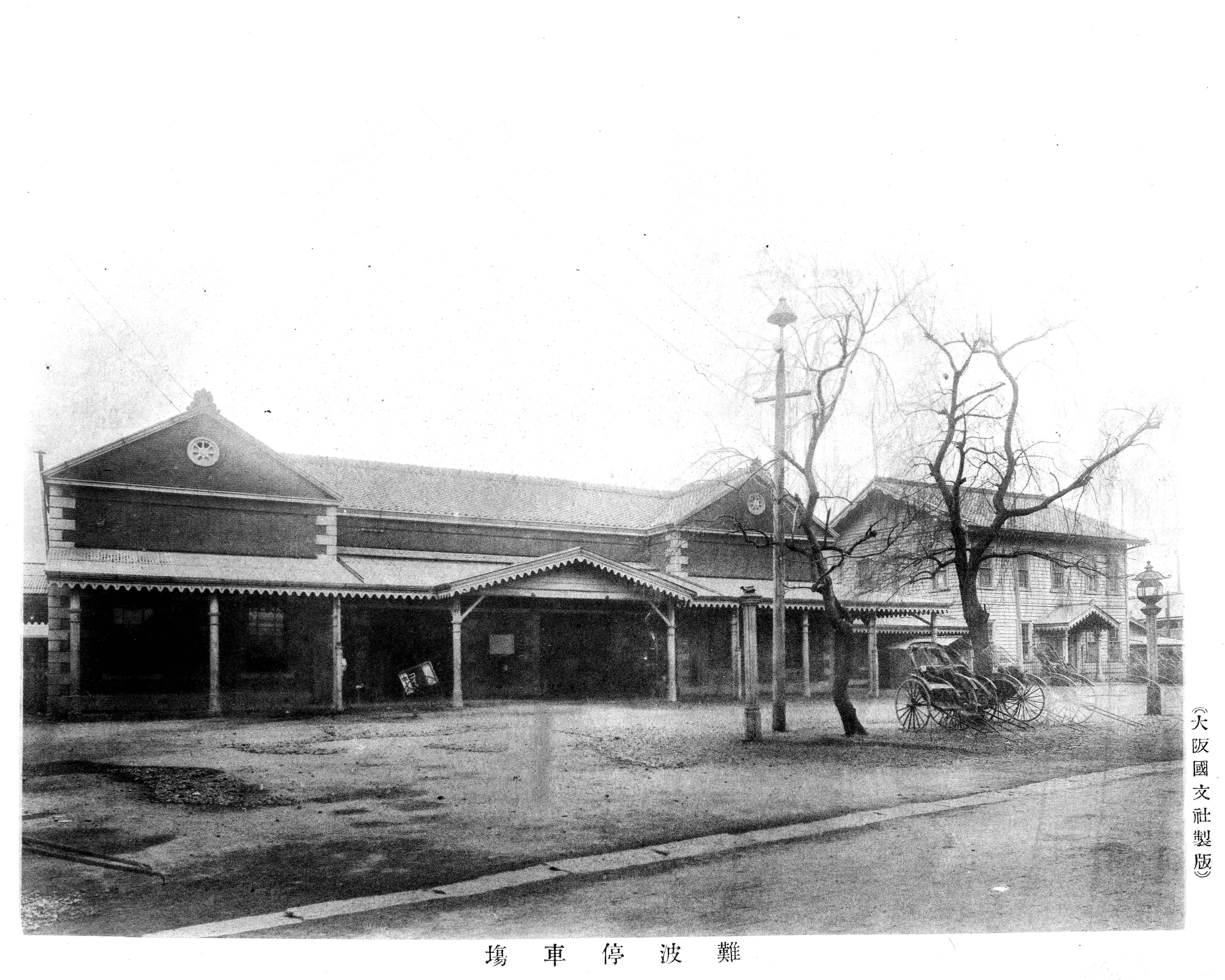
二代目駅舎(阪堺鉄道時代)

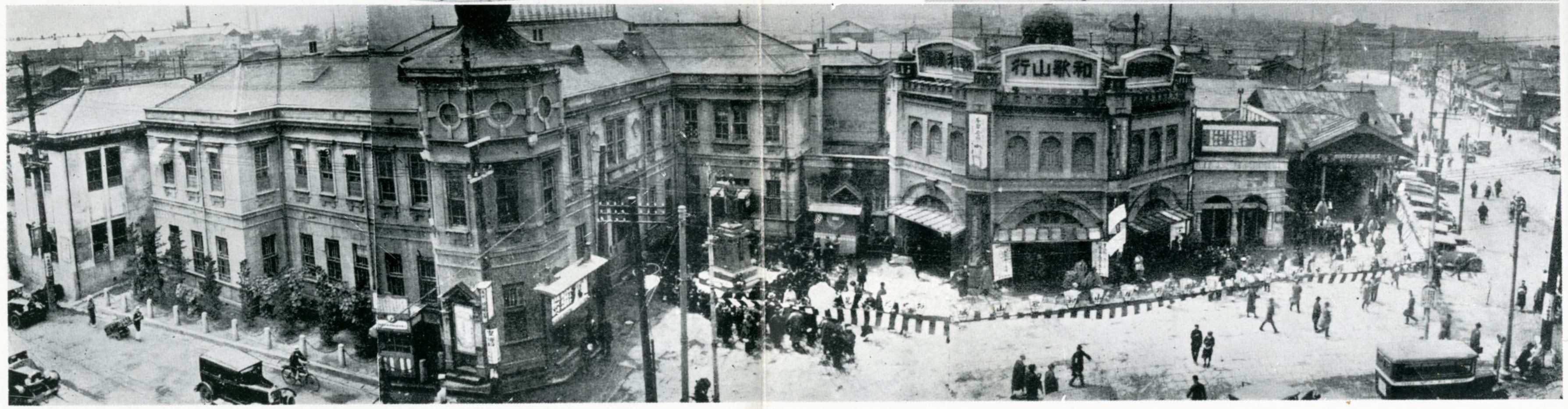
三代目駅舎(南海鉄道・大正時代)

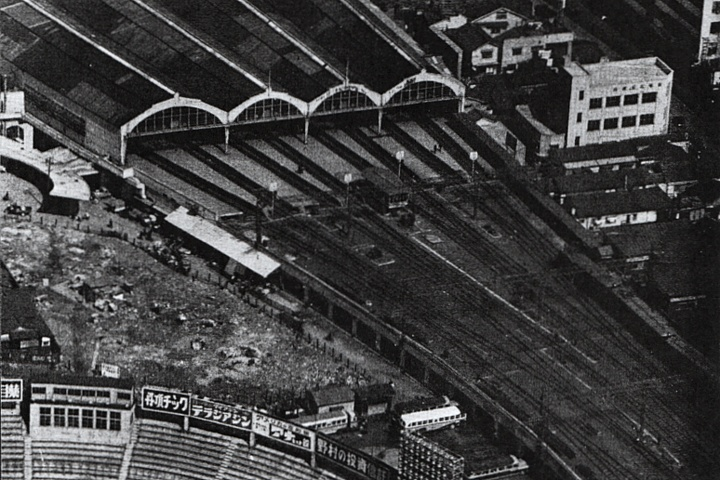
難波駅と大阪球場（1953年）

- 1885年（明治18年）12月29日：阪堺鉄道の駅として開業（日本初の私鉄駅舎[3][注 5]）。
- 1888年（明治21年）
  - 2月4日：初代駅舎が火災で焼失[4]。
  - 9月15日：二代目駅舎完成[5]。
- 1898年（明治31年）10月1日：会社合併により南海鉄道の駅となる。
- 1911年（明治44年）10月：三代目駅舎完成[5]。
- 1925年（大正14年）3月15日：岸ノ里駅（現・岸里玉出駅）の連絡線開通により、高野線への直通列車運転開始。
- 1932年（昭和7年）
  - 7月9日：四代目駅舎にあたる南海ビルディング（登録有形文化財）が完成。15日に髙島屋大阪店（同百貨店の本店）が開業。
  - 11月11日：難波駅 - 堺東駅間でお召し列車（電車）の運転[6]。
- 1937年（昭和12年）11月1日：天下茶屋駅まで高架化。難波駅高架ホーム使用開始[5]。
- 1938年（昭和13年）9月10日：天下茶屋駅までの高架複々線完成[5]。
  - 高架複々線化完成後は、櫛形ホーム9面8線の高架駅となった。改札口は1階に、ホームは2階にあり、エスカレーターを設け、出口は2階にあった。1、2番のりばは高野線の列車が、3、4番のりばは住吉公園駅ゆき各駅停車が、5、6番のりばは住ノ江駅以南ゆき普通列車（「普通車」とも天下茶屋駅と住吉公園以南各駅に停車）が、7、8番のりばは和歌山市方面ゆきの急行列車が発着した。
- 1944年（昭和19年）6月1日：会社合併により近畿日本鉄道（近鉄）の駅となる。
- 1947年（昭和22年）6月1日：路線譲渡により南海電気鉄道の駅となる。近鉄が難波に路線を再び持つようになったのは1970年（昭和45年）となる。
- 1972年（昭和47年）5月26日：駅改良工事着工[7]。
- 1974年（昭和49年）10月27日：第1期改良工事完成。南海本線新ホーム使用開始[8]。
- 1976年（昭和51年）11月21日：第2期改良工事完成。高野線新ホーム使用開始[8]。
- 1980年（昭和55年）
  - 11月21日：駅改良工事により、起点を0.2km今宮戎駅寄りに変更。
  - 11月23日：第3期改良工事完成[8]。
- 1994年（平成6年）6月9日：9月の関西国際空港開港に先立ち、8番線の降車ホームを9番線（特急「ラピート」専用ホーム）に改称する[9]。同時に中央口コンコースに航空機搭乗のチェックカウンター（なんばCAT：主にJAL系がメイン）を設置する[9]。（2001年に閉鎖）
- 2003年（平成15年）11月7日：なんばパークス（第一期分）開業により中央口を一部改装。
- 2012年（平成24年）4月1日：NK01の駅ナンバリングを導入[10][11]。
- 2016年（平成28年）2月16日：発車標を反転フラップ式（ソラリー式）から液晶ディスプレイ（LCD）のものへ更新開始。
- 2018年（平成30年）：訪日外国人向けのチケットカウンター開設[12]。
- 2019年（平成31年）3月16日：1番線のホームドアの使用を開始[13]。

## 駅構造

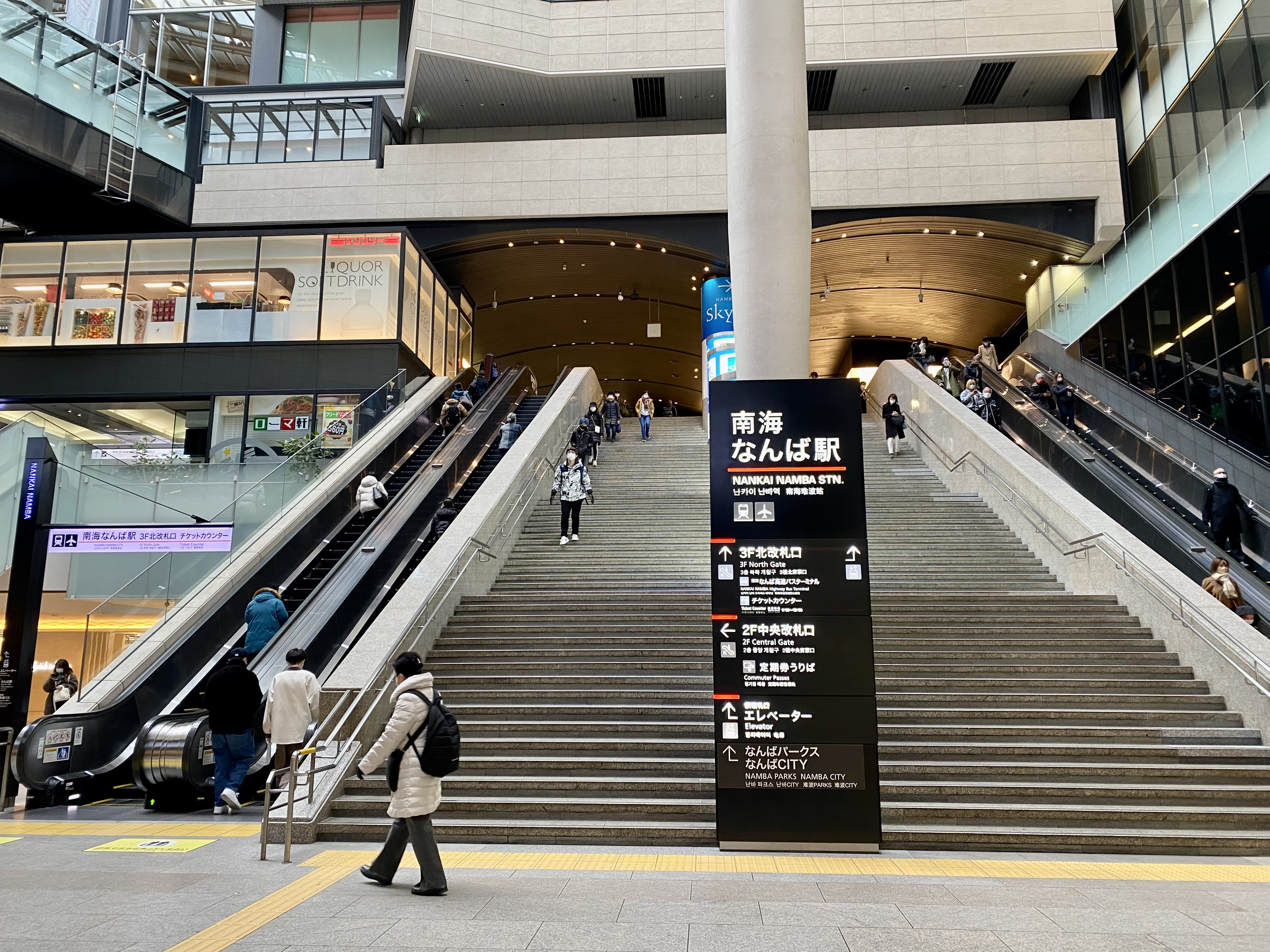
1階北出口

櫛形ホーム9面8線が3階に設置されている高架駅（規模は、阪急大阪梅田駅に次いで、私鉄ターミナルでは日本第2位）。当駅には南海本線の起点を示す0キロポストが設置されている。
駅正面に百貨店の髙島屋大阪店（南海ビルディング）があり、駅上にスイスホテル南海大阪やなんばスカイオがそびえ立っている。また南海の大型商業施設であるなんばCITYやなんばパークスとも直結している。
1階北出口方面から3階北改札口までの間は大階段で直通しており、その左右に4台のエスカレーター（上り2台、下り2台）が配置されている。他に、2階に中央改札口と南改札口がある。中央改札口と南改札口のラッチ（改札）内コンコースは、ホームを通ることなく連絡通路で行き来することも可能である。
1990年代半ばには、3階北改札口外西側（エレベーターと立喰いそば店の間）上部に、3色LED式の大型案内板「NANA」が設置され、沿線情報や新聞ニュース・占いなどが表示されていたことがあったが、数年で撤去された。
ホームは9番のりばまであり、1 - 4番のりばに高野線の列車が、5 - 9番のりばに南海本線の列車が発着する。基本的に9番のりばには南海本線・空港線の空港特急「ラピート」が発着する。8番のりばと9番のりばは同じ線路を共有しており、列車種別によって使用ホームを使い分けている。なお、9番のりばは8番のりばの降車ホームでもあり、関西国際空港の開港以来、現在の形となった。そのため、「ラピート」以外にも9番のりばに到着する列車が設定されている。行先案内表示機は、この9番のりばが整備されるまではブラウン管モニタ式（「先発」などの発順表示部分は行灯式）が用いられ、その後は反転フラップ・LED併用式のものが20年以上使用された。なお、この行先案内表示機は2016年2月から順次、4か国語（日本語・英語・中国語・韓国語）表示に対応したLCD式（星光製）に交換された。
また、9番のりばへの通路の途中には中間改札ブースがあり、「ラピート」への乗車には必ずここを通ることになる。2階中央改札口中の3階9番ホームへのエスカレーターの乗降口付近にも中間改札ブースがある。「ラピート」運転開始当初はここでも乗車券・特急券のチェックが行われていたが、2000年代以降は車掌が常に特急券の発券状況をリアルタイムで把握するようになった（発券されていない座席に着席している者がいれば、その都度車内で車掌が検札する方式）ため改札はしなくなったが、案内業務があるために、係員はそのまま配置されている。
南海の特急は全車座席指定の「ラピート」「こうや」「りんかん」「泉北ライナー」と、座席指定車に加えて自由席車も連結した「サザン」があり、指定席への乗車には特急券（座席指定券）が必要になる。改札口には特急券発売窓口があるが、ホームやコンコースには発売窓口がないため、代わりに特急券自動券売機が設置されている。但し、自動券売機では直近の列車のみの発売であり、かつ発車20分前からの発売となっている（その時点で満席のときは発売されない）。
トイレは改札内に4か所（北改札口東西2か所・中央改札口コンコース内1か所・南改札口コンコース内1か所）ある。かつては北口改札外・中央口改札外・中央口改札内東側にもあったが、後述のリニューアル工事に伴って2008年（平成20年）2月・2009年（平成21年）1月・2009年（平成21年）9月にそれぞれ閉鎖され、跡地は改札外2か所については店舗スペースに、改札内は業務用スペースに転用された。
なお、コリント様式の駅ビルである南海ビルディングは、鉄道省初代建築課長でもあった建築家の久野節が設立した久野建築事務所の設計によるもので、1933年（昭和8年）に竣工。久野建築事務所が設計した昭和初期を代表する大型近代建築の一つに数えられる。
当駅は、管区長が配置され、今宮戎駅 - 石津川駅、汐見橋駅 - 西天下茶屋駅の各駅を管轄している。
第2回近畿の駅百選選定駅である。

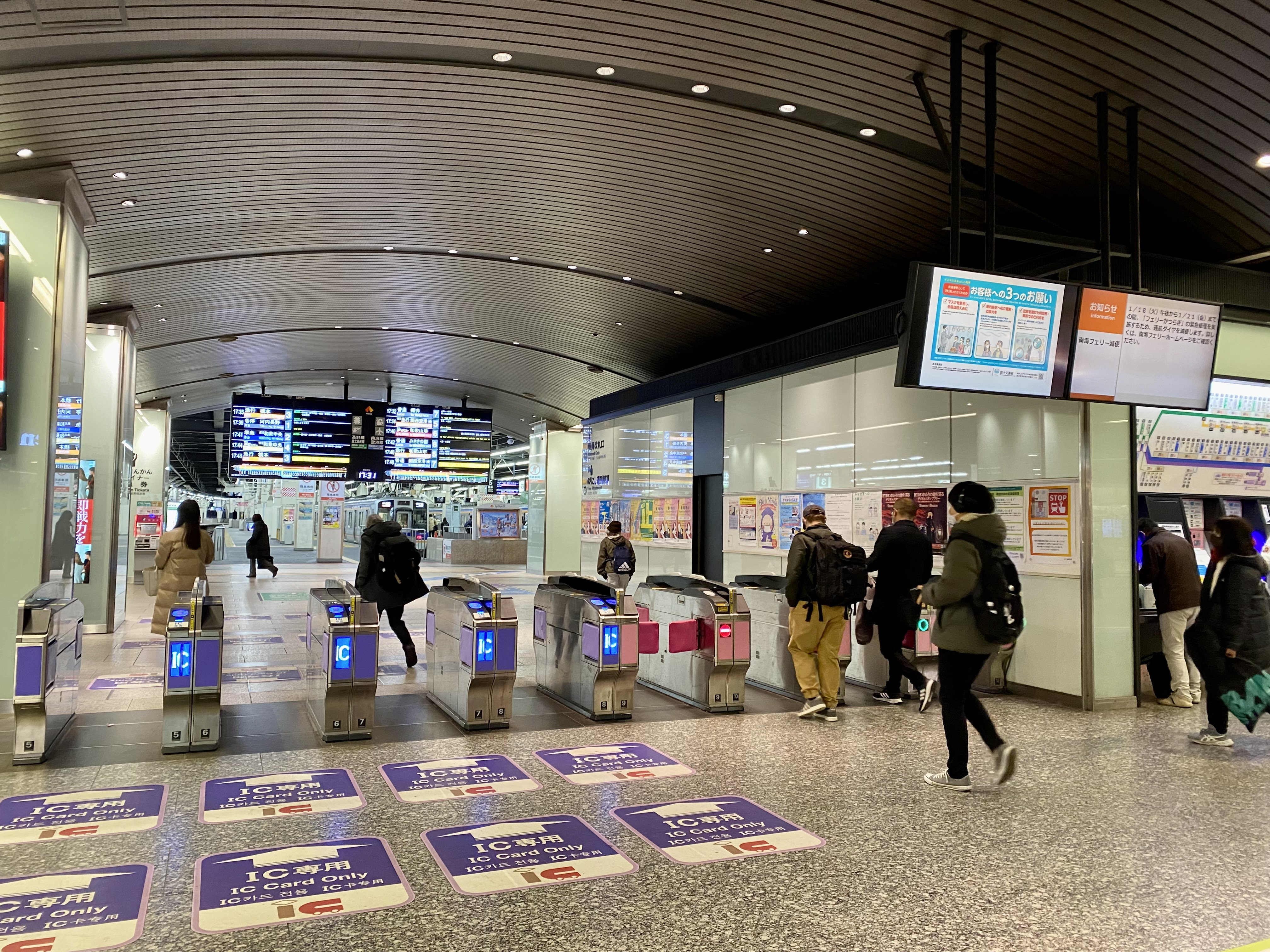
3階北改札口
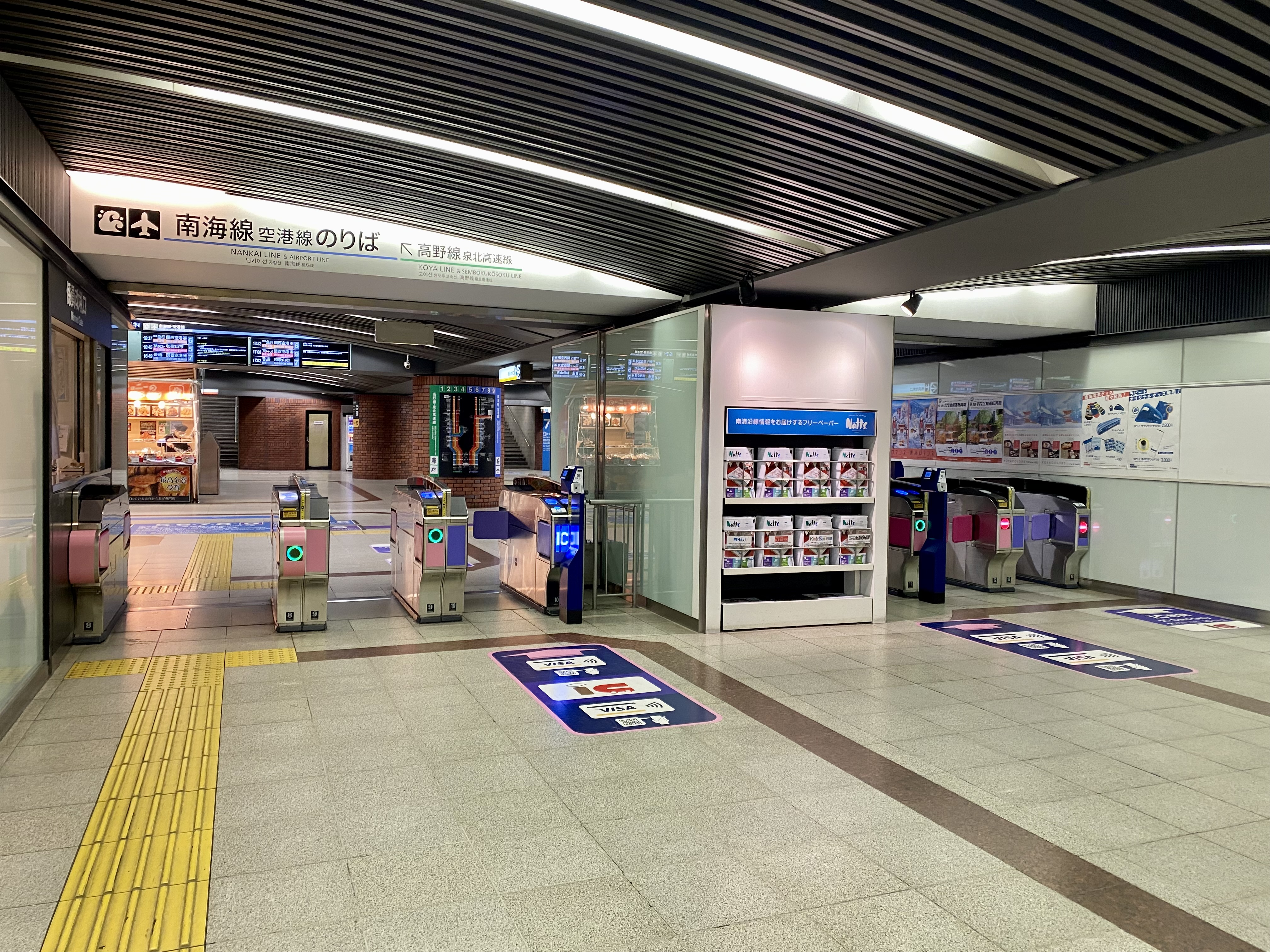
2階中央改札口
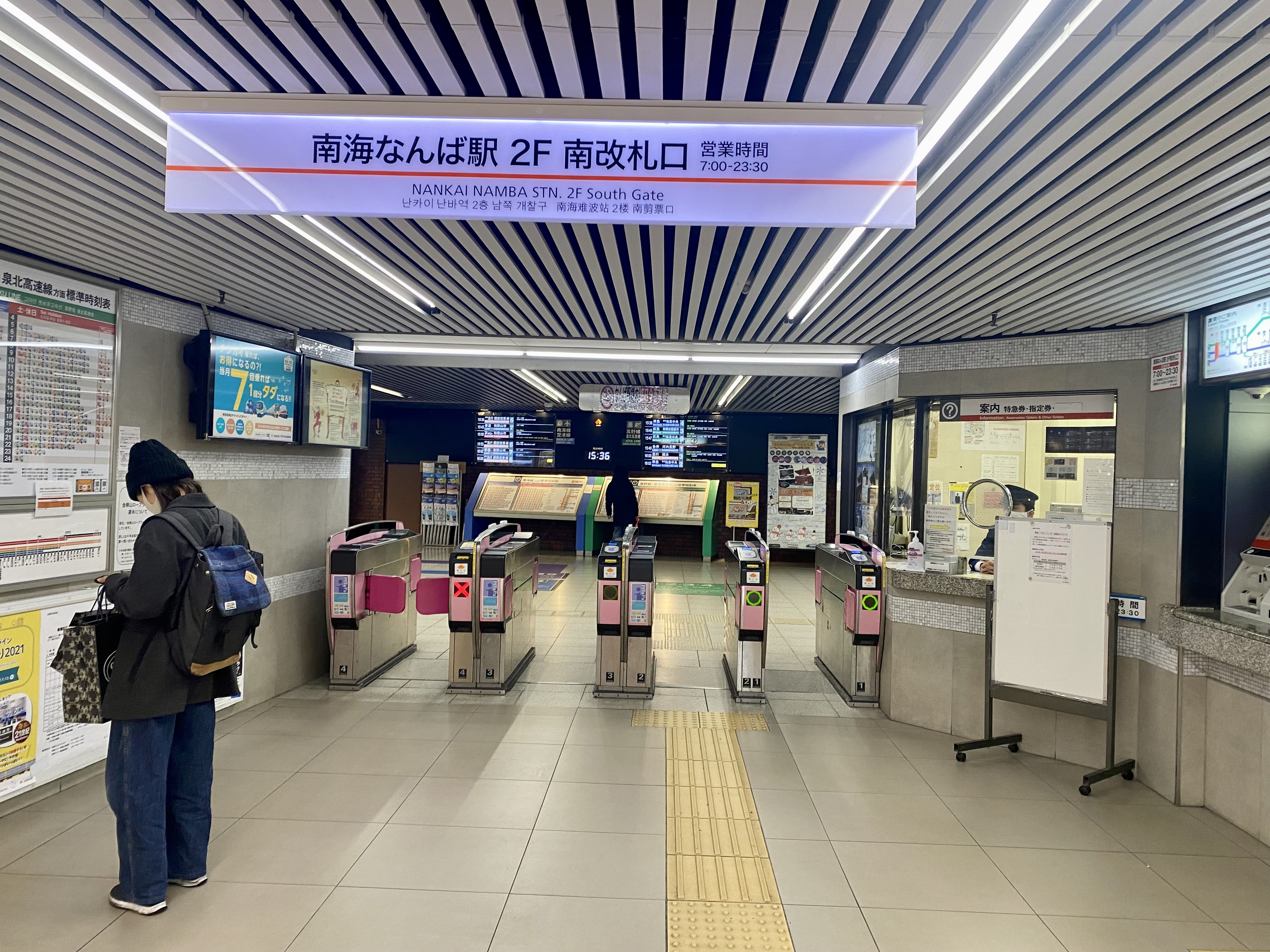
2階南改札口
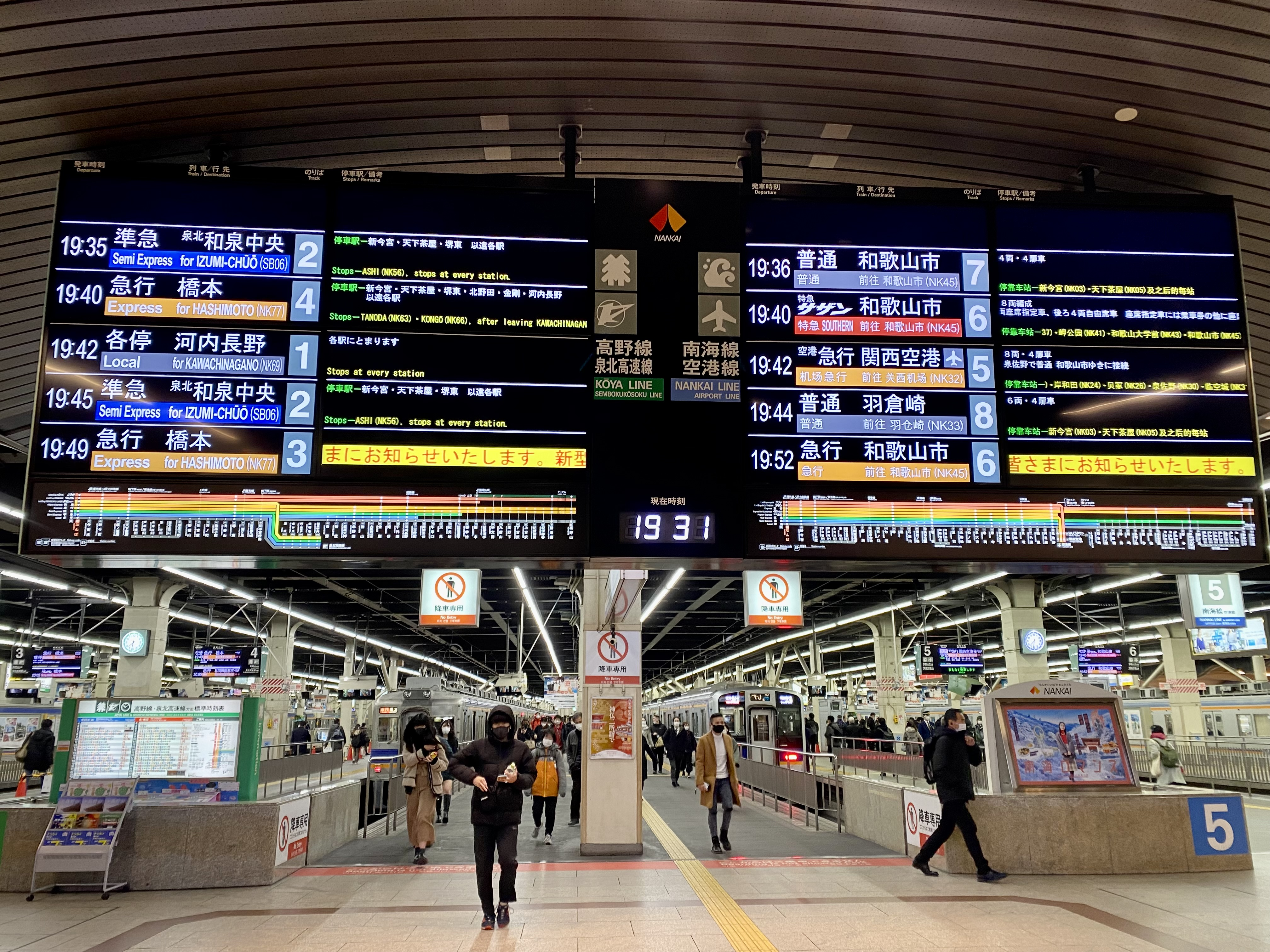
北改札口で使用されている発車標
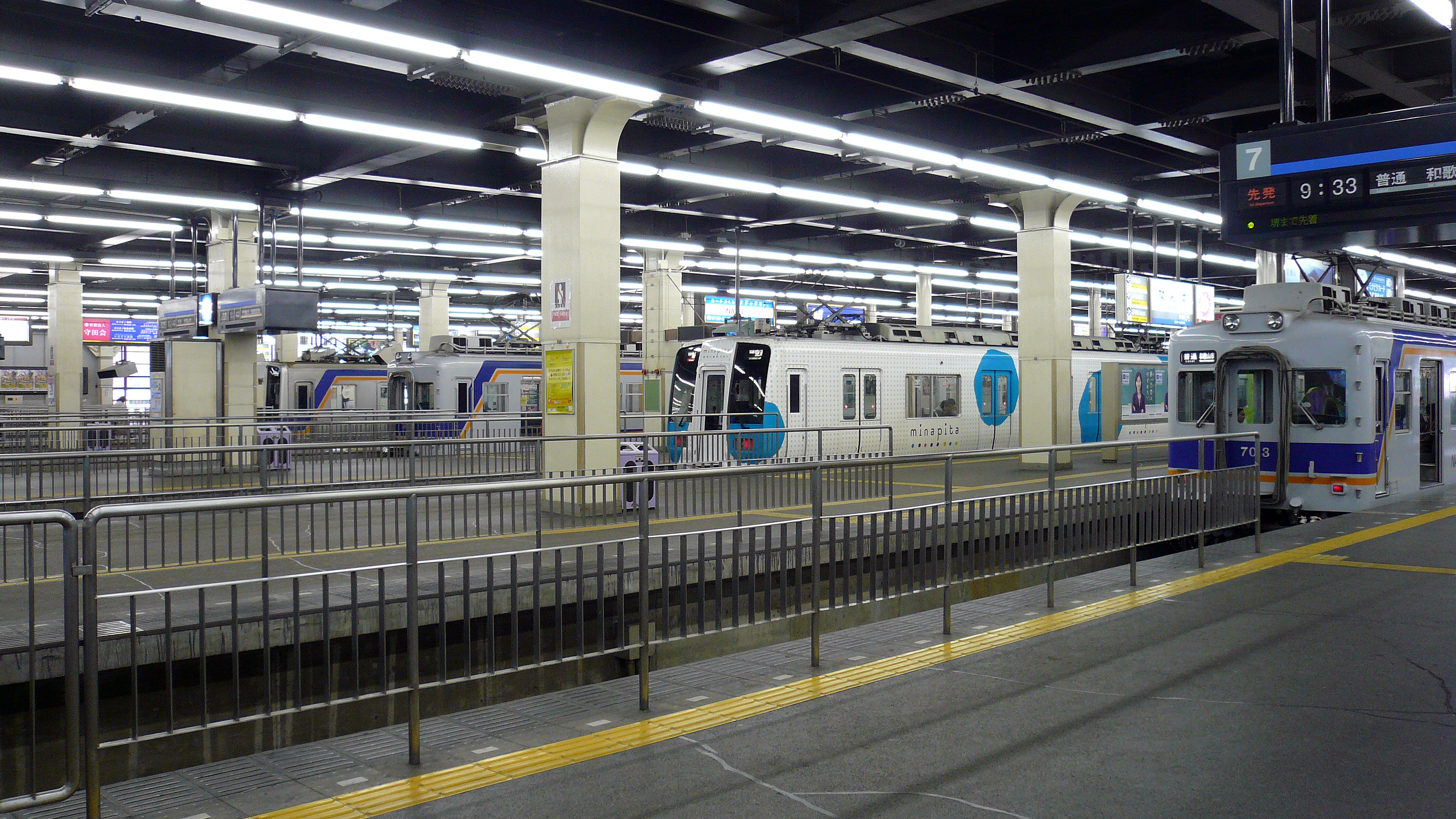
3階プラットホーム
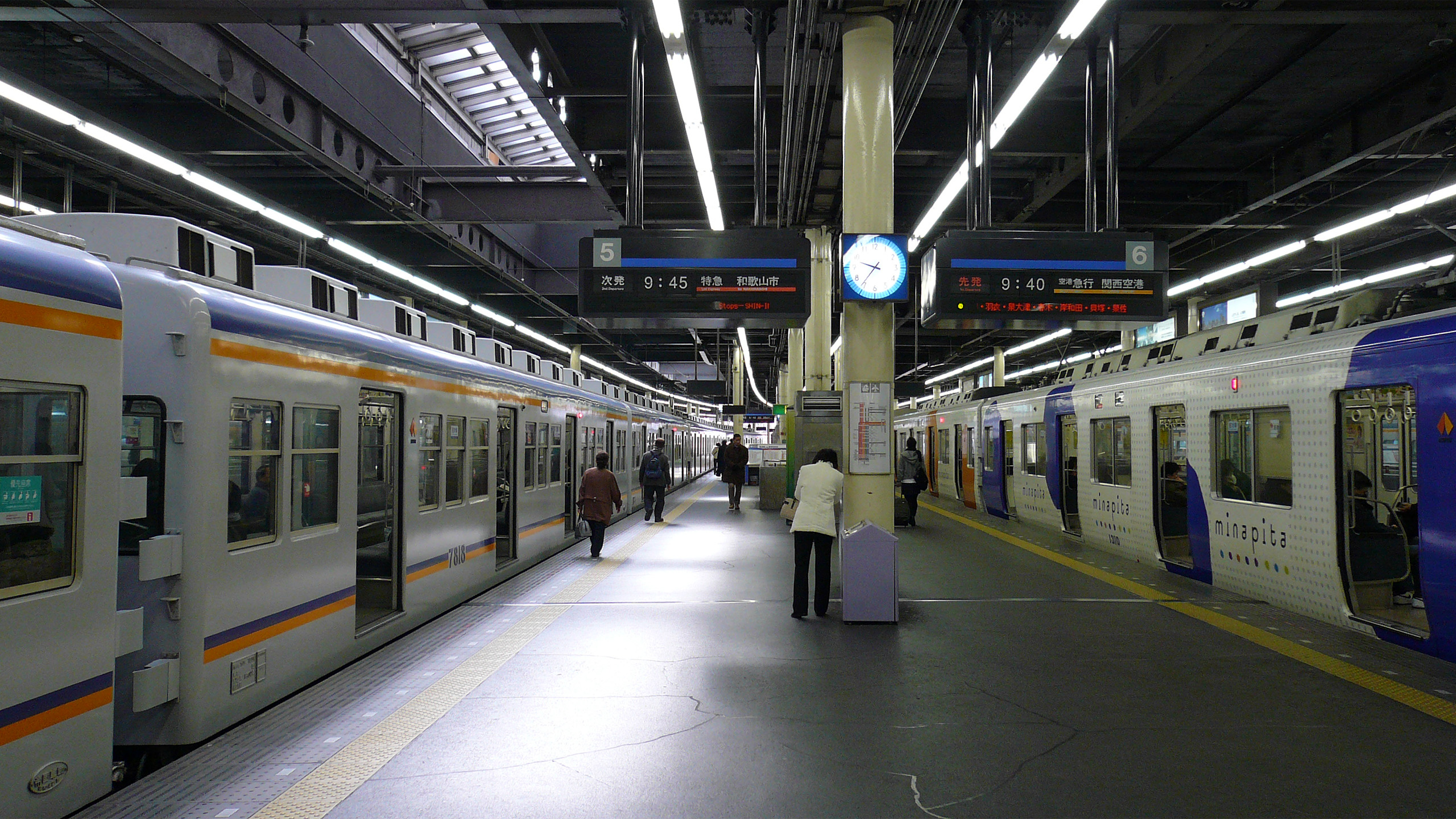
5・6番のりば
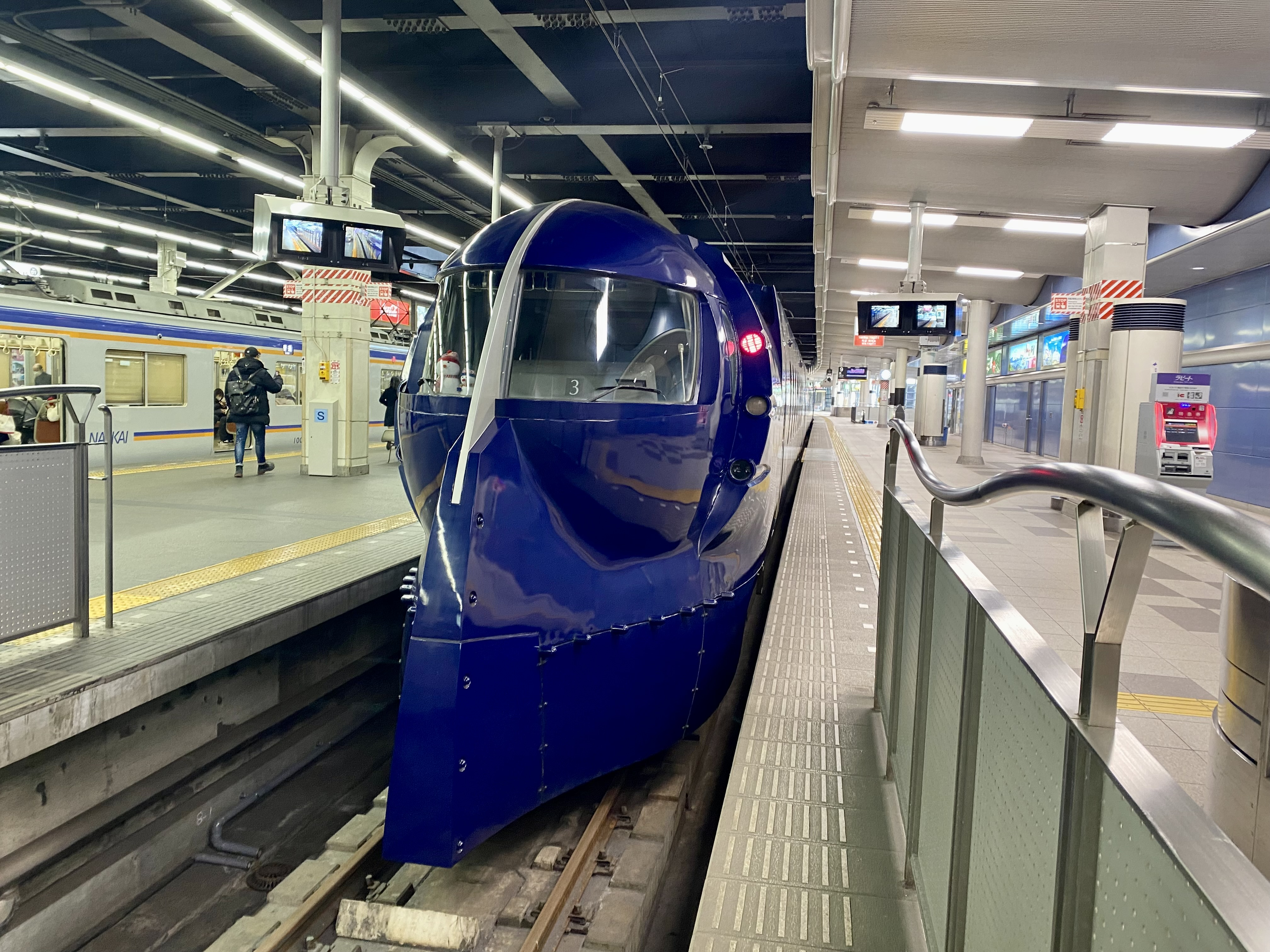
9番のりば 空港特急ラピート
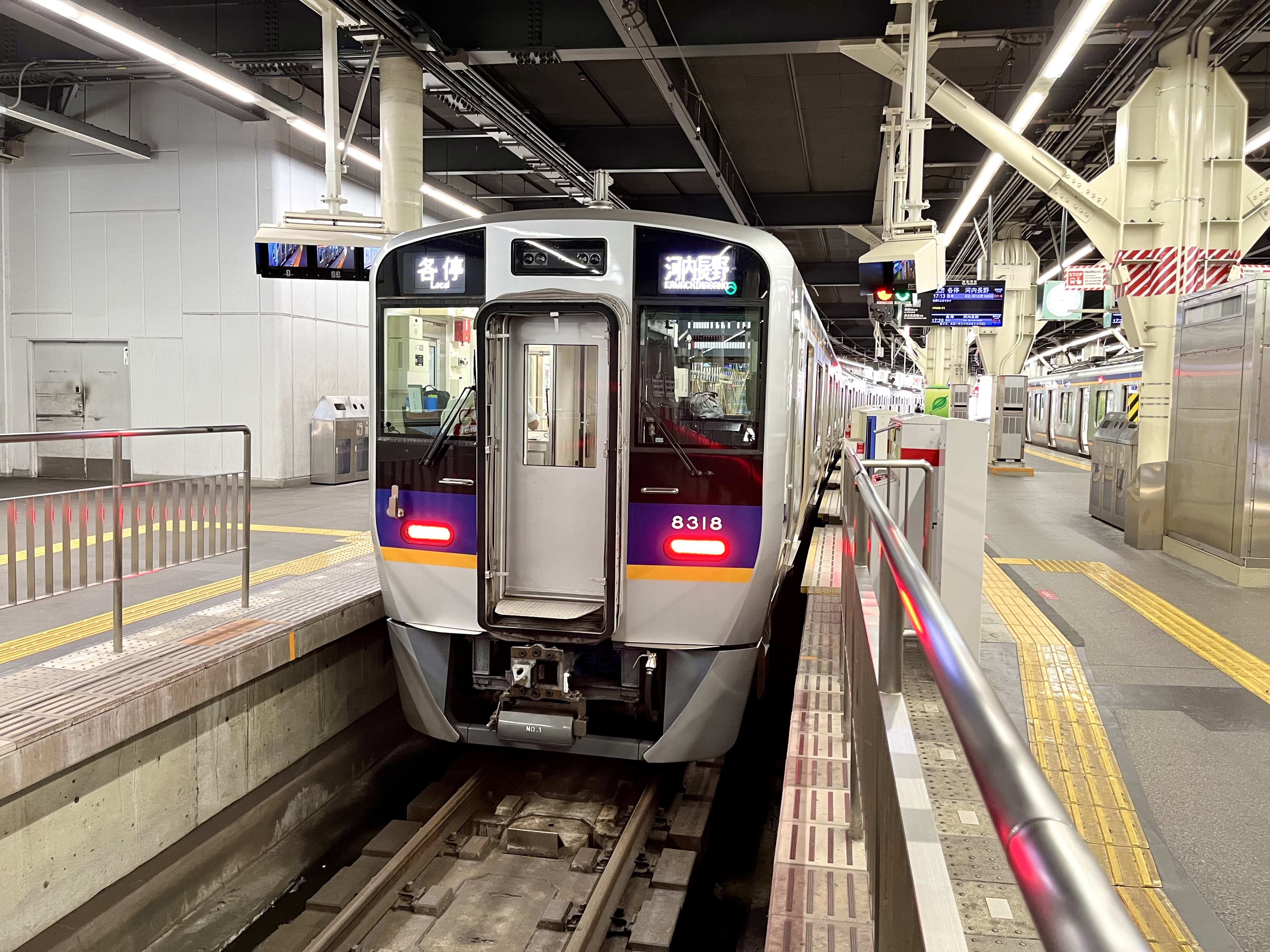
1番のりば

### のりば・配線図
| ホーム                          | 主に発車する種別・備考（ホーム有効長に記載されていない場合は8両編成対応） |
| 高野線 高野山・和泉中央方面     | 高野線 高野山・和泉中央方面 |
| ------------------------------- | --- |
| 1                               | ほぼ全ての各駅停車（ホーム有効長は6両） |
| 2                               | 主に 日中は泉北線区間急行 朝ラッシュ時は一部の高野線急行、区間急行、泉北線準急行、区間急行 夕ラッシュ時は泉北線準急行 早朝・深夜は各駅停車も入線                                                           |
| 3                               | 主に 日中は快速急行、急行、区間急行 朝ラッシュ時は一部の特急、高野線快速急行、急行、区間急行、泉北線準急行、区間急行 夕ラッシュ時は一部の特急、快速急行、急行、区間急行 早朝・深夜は準急行、各駅停車も入線 |
| 4                               | 主に 日中は特急、泉北線準急行 朝ラッシュ時は一部の特急、高野線快速急行、急行、区間急行、泉北線準急行、区間急行 夕ラッシュ時は一部の特急、急行、区間急行 早朝・深夜は準急行、各駅停車も入線                 |
| 南海本線 和歌山市・関西空港方面 | |
| 5                               | 主に 特急「サザン」・急行・区間急行・空港急行 |
| 6                               | 主に 特急「サザン」・急行・区間急行・空港急行 |
| 7                               | 主に 普通車 |
| 8                               | 一部の普通車が発着するが大半は「ラピート」用（ただし「ラピート」の乗車口は開かない） |
| 9                               | 空港特急「ラピート」／8番のりばに到着する列車の降車用 |

- 1番のりばは他のホームよりも車止めの位置が約80m南（極楽橋寄り）にずれているため、3F北改札口からはやや距離がある。
- 1番のりばには4扉車用のホームドアが設置されているため、17m2扉車や特急型車両は入線できない。
- 1番・9番のりばを除く全ホームが10両編成対応の設計となっているが、10両編成が運行されない南海線ホーム（5番 - 8番のりば）は端の2両分が柵で閉鎖されている。なお、高野線も2013年に10両編成が廃止されたが、柵の設置は行われていない。
- 泉北線直通の特急「泉北ライナー」は2番のりば発着のみであったが、2017年8月の改正より「こうや」「りんかん」と共通の3・4番のりば発着に変更されている。
- 5番のりばの線路は、渡り線で高野線と繋がっており、南海本線や各支線（汐見橋線を含む）の列車が千代田工場へ検査のため入出場する場合や、南海線所属の車両を高野線に貸し出す際および南海線に返却回送する場合、南海線所属の列車を利用して高野線方面へ臨時列車を運行する場合などに用いられることがある。
- 今宮戎駅・萩ノ茶屋駅は（運行系統上の）高野線の各駅停車のみ停車する。

|                                                                                          | 難波駅配線図 | → 高野線・泉北線 極楽橋・和泉中央方面 南海本線・空港線 和歌山市・関西空港方面 |
| 凡例 出典:鉄道ピクトリアル 2008年8月臨時増刊「南海電気鉄道」 のりば番号は構内図 による。 |              |                                                                               |

### 改札口・出口
北改札口
3階にある南海難波駅のメインなる改札口。3階で高島屋大阪店とスイスホテル南海大阪に直結していて、1階には北出口がある。地下鉄や近鉄、阪神との乗り換えや、道頓堀・千日前・心斎橋方面への最寄りの改札口となるため、終日賑わっている。東側と西側にそれぞれ十数台ずつ改札機が設置されていて、中央に券売機と特急券発売窓口が設置されている。
中央改札口
なんばCITY本館や髙島屋大阪店に直結する2階にある改札口。1階には日本橋方面への東出口と、なんばパークスや大阪府立体育会館（エディオンアリーナ大阪）の最寄りとなる西出口がある。北改札口と同様に東側と西側にそれぞれ数台ずつ改札機が設置されており、中央に券売機と駅サービスセンターが設置されている。定期券の発売は当改札口の窓口と券売機のみである。関西国際空港が開港した当初は日本航空などのチェックインカウンターや手荷物扱い業務を行う「なんばCAT」も存在していた。
南改札口
なんばCITY南館やなんばパークスのキャニオンストリートに直結する2階にある改札口。他の改札口とは対照的に閑散としており、営業時間も7:00から23:30までとなっている。また、駅東側にあるでんでんタウンや、駅西側にあるなんばパークス、ヤマダデンキLABI1なんばなどへの最寄りの改札口にもなっている。

## リニューアル計画

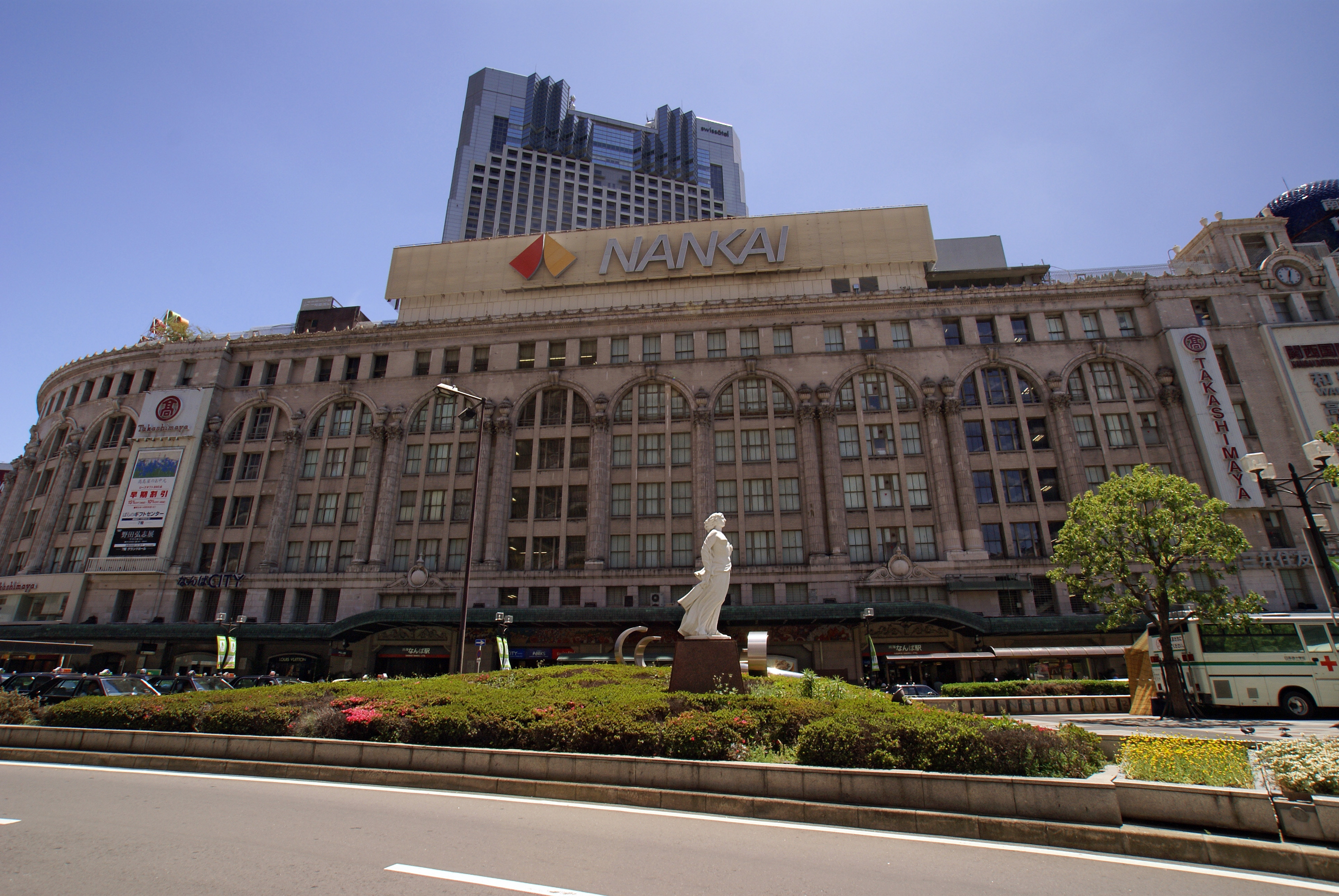
改装前の難波駅（2007年5月）

2007年5月14日に南海電気鉄道は、総投資額は約150億円に上る南海難波駅周辺の再生計画を発表し、同年10月より約21億3,000万円を投入し、窓口・切符売り場の集約、トイレなどの施設の充実化を進めてきた。
また、隣接地への高島屋のTE館新設、南海ビルディングの外装タイルの補修、高島屋・なんばCITY・なんばパークスに接続する通路の新設・移設、耐震補強などの工事が行われ、2009年（平成21年）9月17日には、南海ビルディング（高島屋）の外装リニューアルが完成した。
同時に、なんばCITY北側のロケット広場の高さ33mのロケットのレプリカを撤去し、高さ30m、広さ1,200平方メートルの室内吹き抜け空間を設け、関西国際空港と直結する大阪の玄関口にふさわしい「なんばガレリア」として整備し、2009年10月16日に完成した。またホーム階においても細部の改良が行われ、耐震補強、案内サイン（ユニバーサルデザインのピクトグラム・中国語・韓国語対応）の更新、LED照明の導入なども行われた。
南海ビルディング上部のなんばガレリア側には、英文で駅の開設（1885年）、南海ビルディングの竣工（1932年）、リニューアル工事（2009年）の各年が刻まれている。
なお、髙島屋が増床部分を含め「新本館」として一体的な運営をするための全館改装を行い、2011年3月3日に同店がグランドオープンしたのに続き、なんばCITYを含めた南海難波駅のリニューアルが、同年4月26日に完成した。
南海電気鉄道は2011年2月に今宮戎駅北側の近接地に南海電鉄の新本社・コンサートホール・大阪府立大学のキャンパスを併せ持つ再開発ビルを建設し、南海電鉄本社が入居した「南海会館ビル」（愛称なんばスカイオ）を超高層ビルに改築する計画（2018年度完成予定）であることを発表し、2013年2月に南海電鉄本社は再開発ビルの「南海なんば第1ビル」へ移転した。

## 鉄道唱歌
大和田建樹作詞の『鉄道唱歌』第5集（関西・参宮・南海篇）（1900年（明治33年）作詞）64番の歌詞にて当駅が歌われており、鉄道唱歌で最後に登場する駅である。
第1集の最初の駅である新橋駅が始発駅とすれば、当駅は終着駅ということになる。
治まる御代の天下茶屋 さわがぬ波の難波駅 いさみて出づる旅人の 心はあとに残れども

## 利用状況
2023年（令和5年）度の1日平均乗降人員は217,969人である。同社の駅（100駅）では第1位。
最多時は1日平均乗降人員が40万人を越えていたが、御堂筋線の中百舌鳥駅延伸（1987年）、堺筋線の天下茶屋駅延伸（1993年）、関西国際空港開港（1994年）以降における阪和線の大阪環状線直通運転の増加、明石海峡大橋開業（1998年）による南海フェリーの需要の低下などの影響から、2002年度には30万人を割るに至った。阪神なんば線の大阪難波駅延伸（2009年）以降は25万人前後で下げ止まりの傾向にある。
各年度・年次の1日平均利用状況は下表の通り。
| 年度/年次          | 年度別   | 年度別 | 年度別 | 年次別   | 年次別   | 年次別   | 出典       | 出典          |
| 年度/年次          | 乗降人員 | 増減率 | 順位   | 乗車人員 | 降車人員 | 乗降人員 | 南海       | 大阪府        |
| ------------------ | -------- | ------ | ------ | -------- | -------- | -------- | ---------- | ------------- |
| 1985年（昭和60年） |          |        |        | 206,985  | 207,411  | 414,396  |            | [ 大阪府 1 ]  |
| 1986年（昭和61年） |          |        |        | 211,558  | 212,527  | 424,085  |            | [ 大阪府 2 ]  |
| 1987年（昭和62年） |          |        |        | 198,337  | 191,686  | 390,023  |            | [ 大阪府 3 ]  |
| 1988年（昭和63年） |          |        |        | 196,852  | 194,910  | 391,762  |            | [ 大阪府 4 ]  |
| 1989年（平成元年） |          |        |        | 197,182  | 194,090  | 391,272  |            | [ 大阪府 5 ]  |
| 1990年（平成02年） |          |        |        | 201,461  | 198,253  | 399,714  |            | [ 大阪府 6 ]  |
| 1991年（平成03年） |          |        |        | 204,825  | 201,074  | 405,899  |            | [ 大阪府 7 ]  |
| 1992年（平成04年） |          |        |        | 201,274  | 198,055  | 399,329  |            | [ 大阪府 8 ]  |
| 1993年（平成05年） |          |        |        | 198,449  | 195,222  | 393,671  |            | [ 大阪府 9 ]  |
| 1994年（平成06年） |          |        |        | 200,736  | 195,119  | 395,855  |            | [ 大阪府 10 ] |
| 1995年（平成07年） |          |        |        | 197,853  | 194,330  | 392,183  |            | [ 大阪府 11 ] |
| 1996年（平成08年） |          |        |        | 190,668  | 187,514  | 378,182  |            | [ 大阪府 12 ] |
| 1997年（平成09年） |          |        |        | 179,686  | 176,001  | 355,687  |            | [ 大阪府 13 ] |
| 1998年（平成10年） |          |        |        | 170,931  | 168,575  | 339,506  |            | [ 大阪府 14 ] |
| 1999年（平成11年） |          |        |        | 163,540  | 162,938  | 326,478  |            | [ 大阪府 15 ] |
| 2000年（平成12年） |          |        |        | 157,560  | 157,300  | 314,860  |            | [ 大阪府 16 ] |
| 2001年（平成13年） |          |        |        | 152,189  | 151,785  | 303,974  |            | [ 大阪府 17 ] |
| 2002年（平成14年） |          |        |        | 144,986  | 144,337  | 289,323  |            | [ 大阪府 18 ] |
| 2003年（平成15年） |          |        |        | 140,525  | 138,547  | 279,072  |            | [ 大阪府 19 ] |
| 2004年（平成16年） |          |        |        | 136,835  | 135,311  | 272,146  |            | [ 大阪府 20 ] |
| 2005年（平成17年） |          |        |        | 135,210  | 133,593  | 268,803  |            | [ 大阪府 21 ] |
| 2006年（平成18年） |          |        |        | 133,918  | 131,465  | 265,383  |            | [ 大阪府 22 ] |
| 2007年（平成19年） |          |        |        | 134,585  | 131,594  | 266,179  |            | [ 大阪府 23 ] |
| 2008年（平成20年） |          |        |        | 132,024  | 128,960  | 260,984  |            | [ 大阪府 24 ] |
| 2009年（平成21年） |          |        |        | 128,502  | 125,123  | 253,625  |            | [ 大阪府 25 ] |
| 2010年（平成22年） |          |        |        | 127,553  | 123,428  | 250,981  |            | [ 大阪府 26 ] |
| 2011年（平成23年） |          |        |        | 125,084  | 120,944  | 246,028  |            | [ 大阪府 27 ] |
| 2012年（平成24年） |          |        |        | 125,422  | 121,053  | 246,475  |            | [ 大阪府 28 ] |
| 2013年（平成25年） | 248,965  | 1.0%   | 1位    | 126,653  | 122,310  | 248,963  | [ 南海 1 ] | [ 大阪府 29 ] |
| 2014年（平成26年） | 244,046  | -2.0%  | 1位    | 124,159  | 119,886  | 244,045  | [ 南海 1 ] | [ 大阪府 30 ] |
| 2015年（平成27年） | 251,234  | 2.9%   | 1位    | 127,996  | 123,550  | 251,546  | [ 南海 1 ] | [ 大阪府 31 ] |
| 2016年（平成28年） | 252,565  | 0.5%   | 1位    | 128,751  | 123,816  | 252,567  | [ 南海 2 ] | [ 大阪府 32 ] |
| 2017年（平成29年） | 254,694  | 0.8%   | 1位    | 129,811  | 124,885  | 254,696  | [ 南海 3 ] | [ 大阪府 33 ] |
| 2018年（平成30年） | 255,598  | 0.4%   | 1位    | 129,675  | 125,923  | 255,598  | [ 南海 4 ] | [ 大阪府 34 ] |
| 2019年（令和元年） | 250,584  | -2.0%  | 1位    | 126,833  | 124,066  | 250,899  | [ 南海 5 ] | [ 大阪府 35 ] |
| 2020年（令和02年） | 168,395  | -32.8% | 1位    | 84,690   | 83,706   | 168,396  | [ 南海 6 ] | [ 大阪府 36 ] |
| 2021年（令和03年） | 168,849  | 0.3%   | 1位    | 85,098   | 83,752   | 168,850  | [ 南海 7 ] | [ 大阪府 37 ] |
| 2022年（令和04年） | 197,258  | 16.8％ | 1位    | 99,951   | 97,304   | 197,255  | [ 南海 8 ] | [ 大阪府 38 ] |
| 2023年（令和05年） | 217,969  | 10.5％ | 1位    |          |          |          | [ 南海 9 ] |               |

## 駅周辺
駅周辺はミナミの中核をなし、大阪市北部のキタ・梅田と並ぶ市内有数の繁華街を形成している。

### 商業施設
- 南海ビルディング
  - 髙島屋大阪店
- スイスホテル南海大阪
  - なんば高速バスターミナル
- なんばCITY
  - 成城石井 なんばCITY店
- なんばパークス（大阪球場跡地の商業施設）
  - ウインズ難波（場外勝馬投票券発売所）
- なんばスカイオ（南海会館ビル）
  - 大阪難波郵便局
- ヤマダデンキ LABI1 なんば
- エスカールなんば
  - ビックカメラ なんば店
- 東宝南街ビル
  - なんばマルイ
  - TOHOシネマズなんば本館
- 東宝敷島ビル
  - TOHOシネマズなんば 別館
- エディオンなんば本店
- 戎橋筋商店街
  - 蓬萊本店
  - りくろーおじさんの店なんば本店
- 道具屋筋商店街
- でんでんタウン
- NAMBAなんなん（旧ナンバなんなんタウン）
- なんばウォーク
- なんばグランド花月
- YES-NAMBAビル
  - 大阪府立上方演芸資料館（ワッハ上方）
  - よしもと漫才劇場（旧5upよしもと）
  - NMB48劇場
- 味園ビル
- 四海楼本店
- ドン・キホーテ なんば千日前店
- 御堂筋ホテル

### 学校
- 専門学校エール学園
- 高津理容美容専門学校
- グラムール美容専門学校
- 東京リーガルマインド難波駅前本校
- 長尾谷高等学校ナンバ校
- 大阪市立難波元町小学校

### 金融機関
- 三井住友銀行難波支店・大正区支店・難波外貨両替コーナー（なんばスカイオ内）
  - ※2022年3月7日より、大正区支店が移転し共同店舗となる。
- 三井住友信託銀行難波支店（南海難波駅内）
- 三菱UFJ銀行難波支店（MUFGプラザ）・難波中央支店・日本一支店
- 池田泉州銀行難波支店（旧泉州銀行店舗）
- りそな銀行難波支店
- みずほ銀行難波支店

### その他
- 大阪府立体育会館（エディオンアリーナ大阪／旧ボディメーカーコロシアム）
- オールボクシングジム
- 大乗坊
- 鉄眼寺
- 難波八阪神社
- 大阪市浪速区役所
- 浪速郵便局
- 南海辰村建設
- フクホー
- ハローハッピー

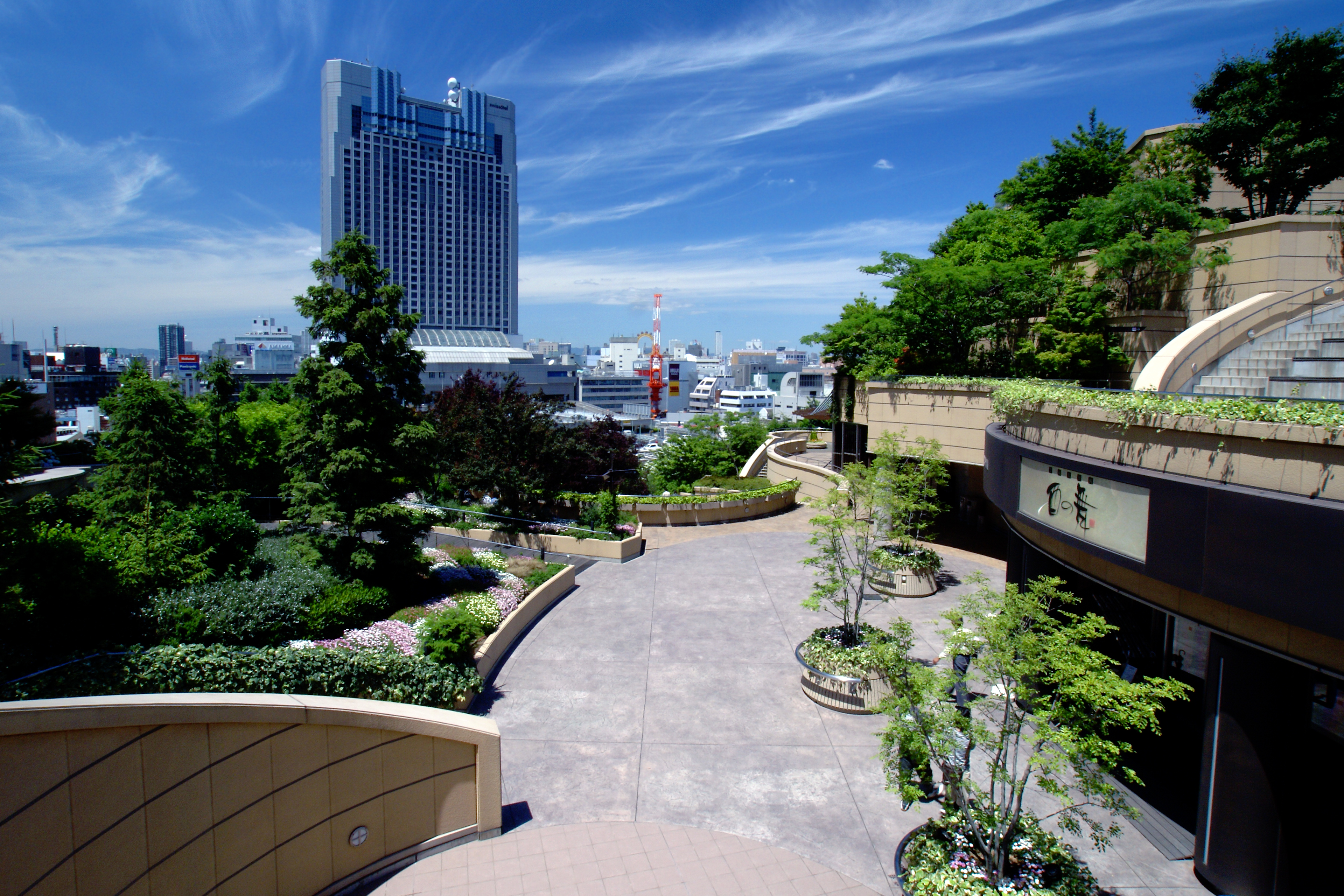
なんばパークス
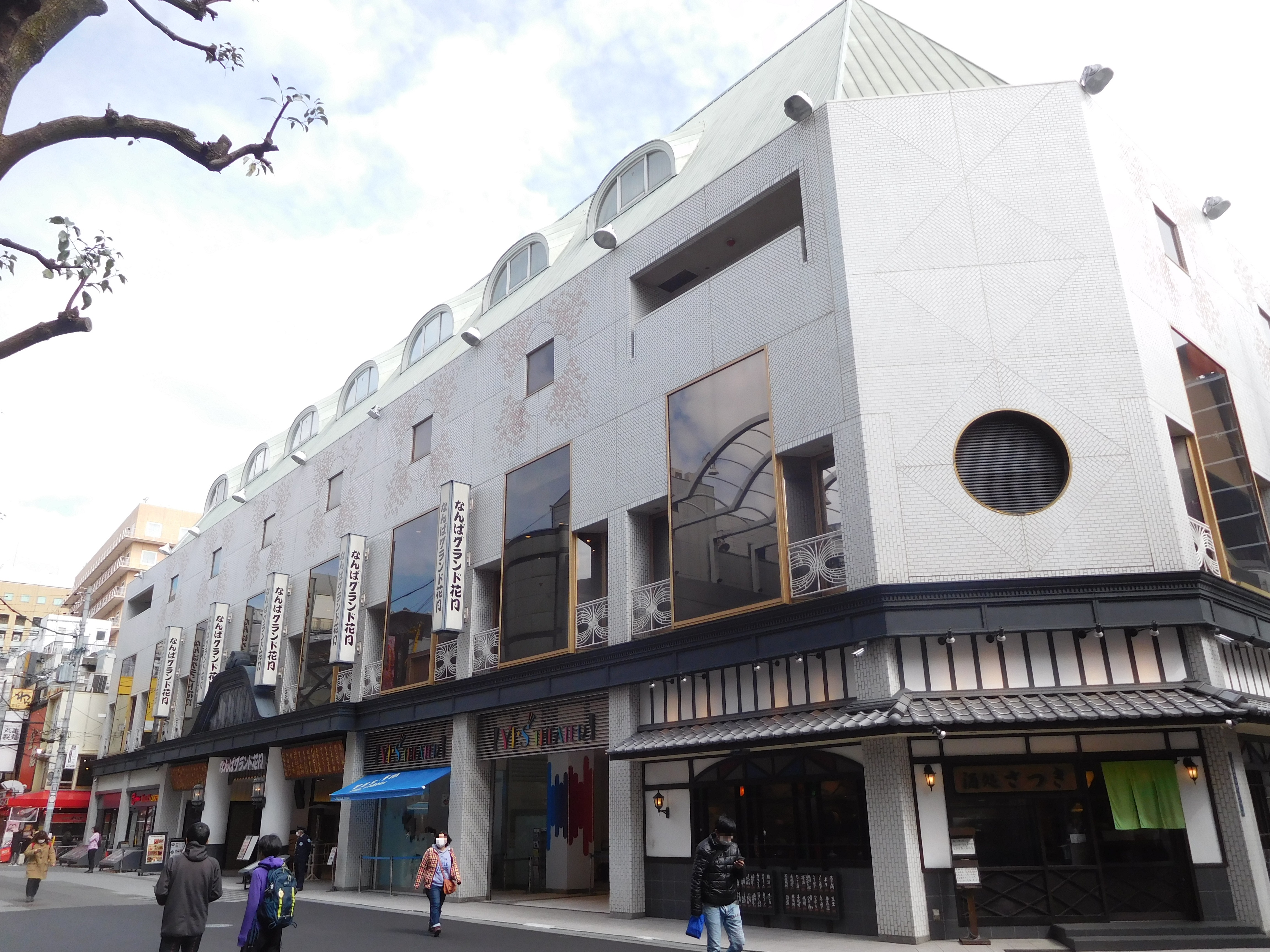
なんばグランド花月
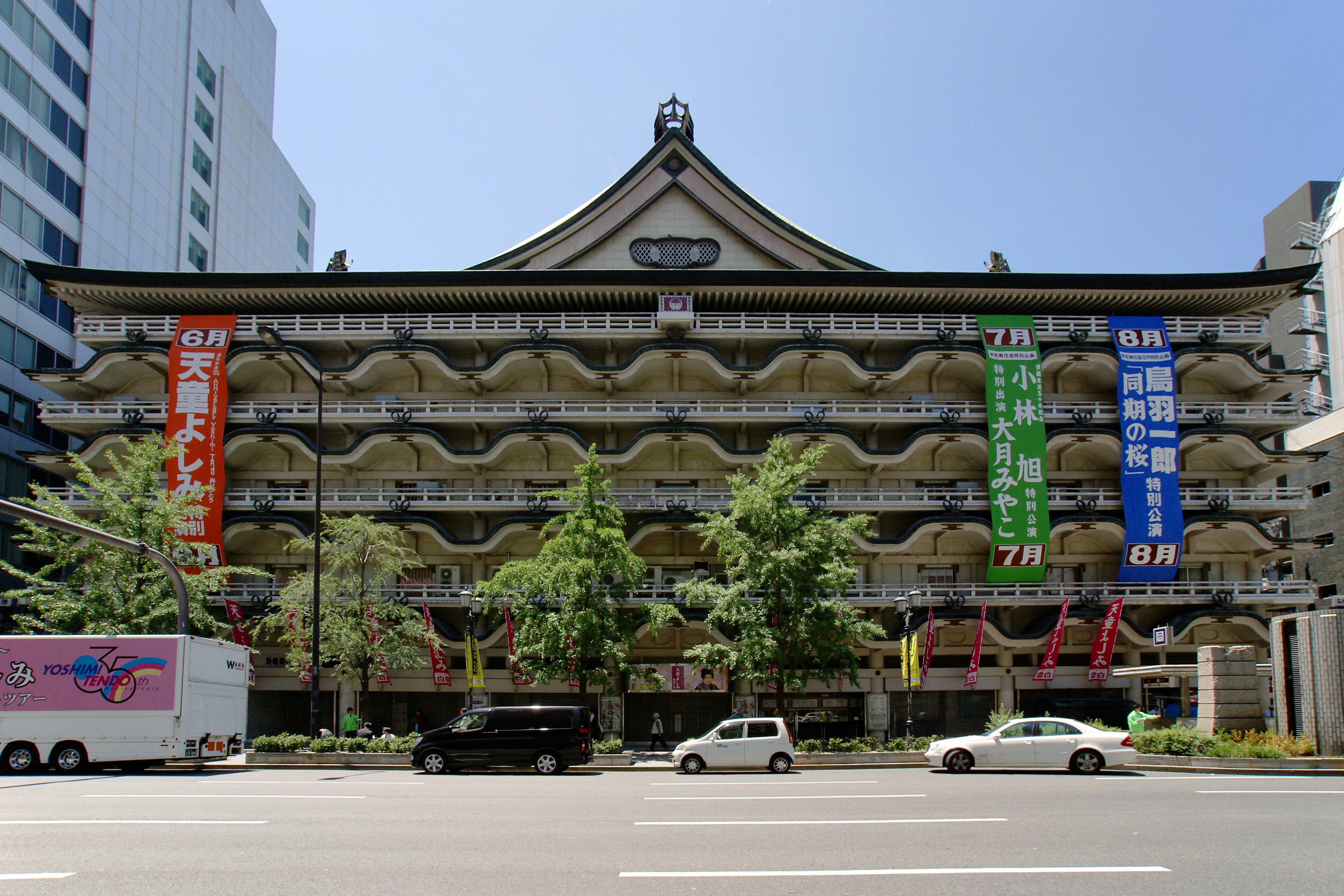
新歌舞伎座（2009年6月閉館、2010年9月上本町に移転）
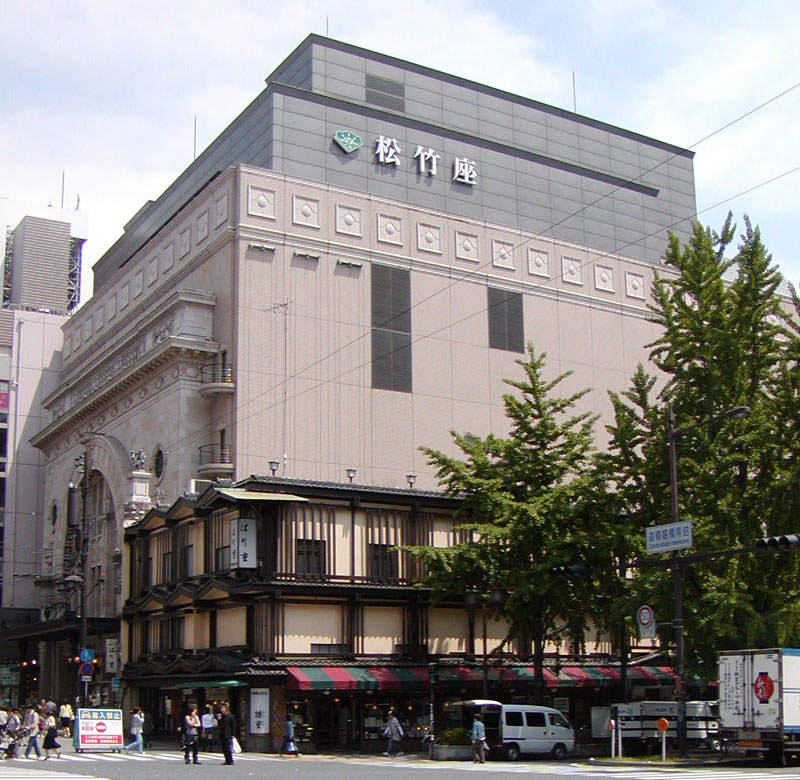
大阪松竹座
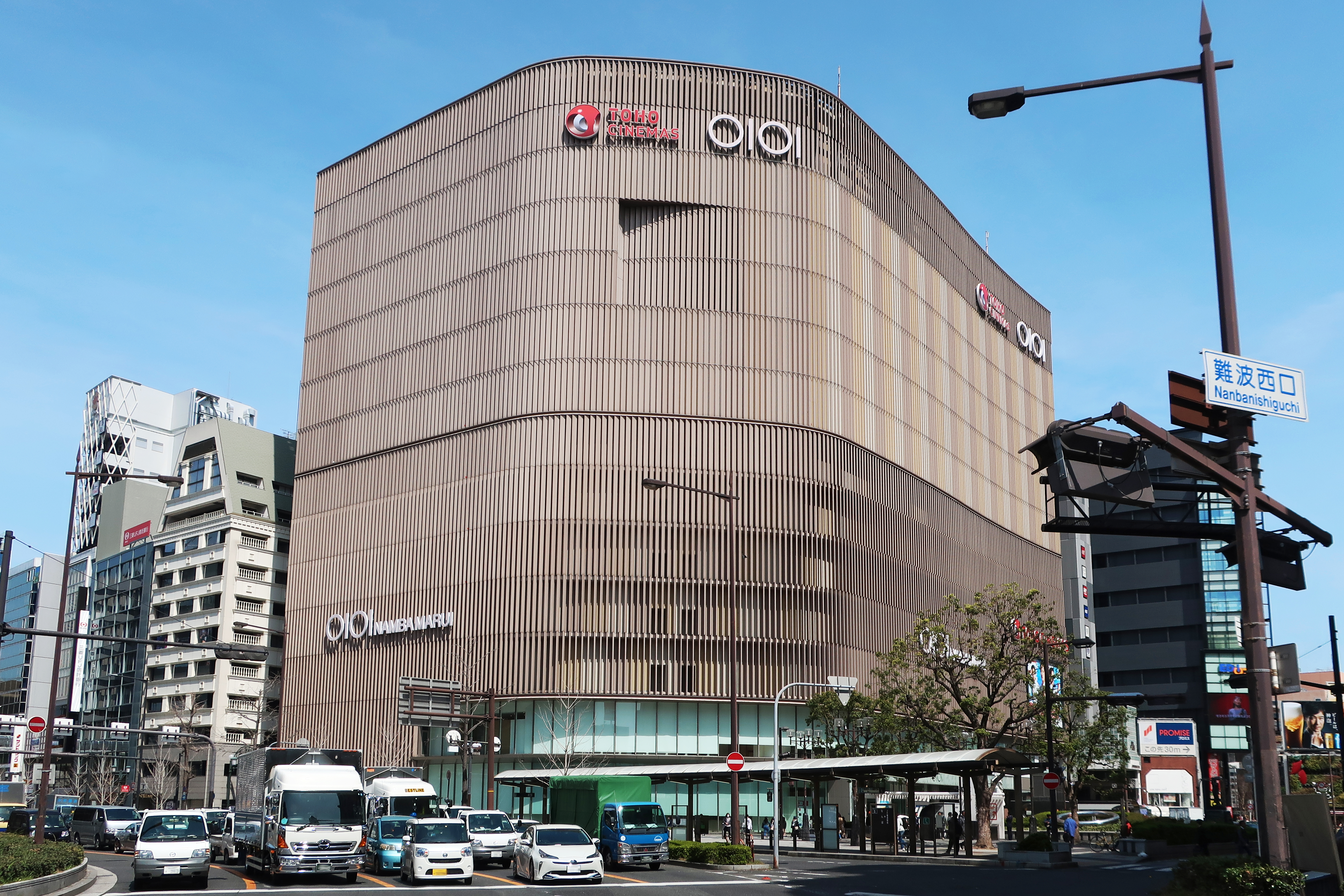
なんばマルイ

## バス路線

### 路線バス

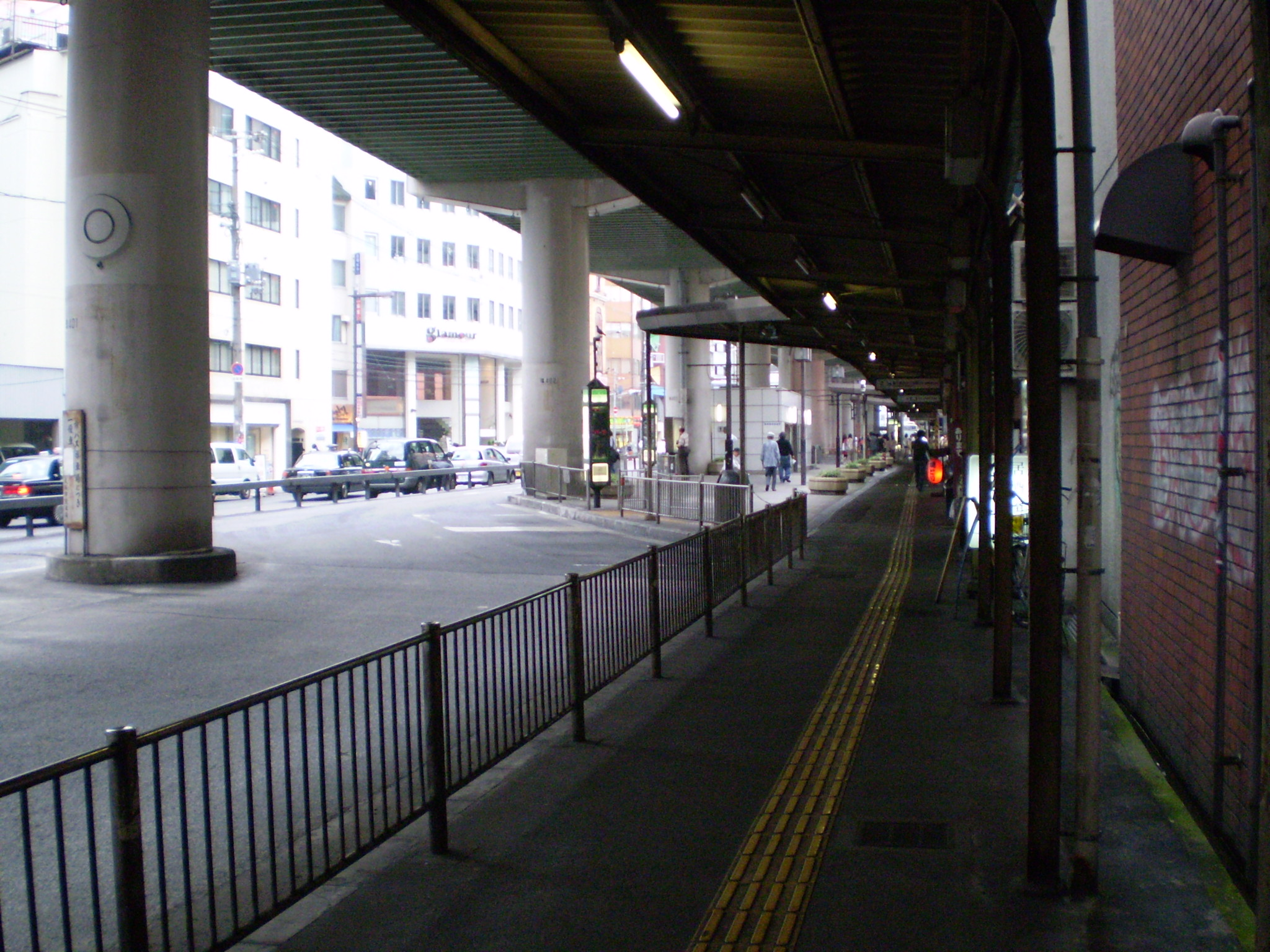
大阪シティバスなんばバスターミナル
（2023年移転以前の1 - 4番のりば）

大阪シティバスのなんば停留所がある。バスのりばは新歌舞伎座西側の阪神高速1号環状線高架下にある1 - 3番のりばとそこから道路を挟んで西側にある4番のりば、御堂筋南端の高島屋前にある5・6番のりば、御堂筋グランドビル南側の千日前通北側のにある7番のりばの4か所にあり、合わせてなんばバスターミナルとしている。このうち7番のりばは、従来の賑橋停留所を73号系統に限ってなんば停留所として扱ったものである。
なにわ筋線の工事に伴い2023年12月1日に移転する以前は新歌舞伎座西側の阪神高速1号環状線高架下にある1 - 4番のりばと御堂筋南端の高島屋前にある5・6番のりばの2か所にあった。
| のりば | 系統 | 行先               | 経由地                                             | 担当         |
| ------ | ---- | ------------------ | -------------------------------------------------- | ------------ |
| 1      | 29   | 地下鉄住之江公園   | 地下鉄桜川・芦原橋駅前・鶴見橋通・南津守           | 住之江       |
| 2      | 71   | 鶴町四丁目         | 大正橋・大正区役所前・大運橋通                     | 鶴町・住之江 |
| 2      | 87   | 鶴町四丁目         | 大正橋・新千歳・鶴町四丁目北                       | 鶴町         |
| 3      | 52   | あべの橋           | 中開三丁目・地下鉄花園町・今池駅前                 | 酉島         |
| 3      | 84   | 八幡屋三丁目       | 西大橋・弁天町駅前・地下鉄朝潮橋                   | 酉島         |
| 3      | 85   | 杭全               | 心斎橋・玉造・地下鉄今里・大池橋                   | 住吉         |
| 4      | 8    | 大阪駅前           | 四ツ橋・信濃橋・渡辺橋                             | 中津         |
| 4      | 75   | 大阪駅前           | 西大橋・土佐堀一丁目・渡辺橋                       | 中津・酉島   |
| 5      | 60   | 天保山             | 大正橋・境川・夕凪・地下鉄朝潮橋                   | 鶴町・酉島   |
| 7      | 73   | 出戸バスターミナル | 上本町六丁目・勝山四丁目・大池橋・杭全・地下鉄平野 | 住之江       |

### 高速バス
なんば高速バスターミナル
大阪シティエアターミナル (OCAT)
なんばVIPラウンジ
平成エンタープライズおよび平成コミュニティバスが使用。
VIPライナー ‐ 東京都・千葉県・埼玉県行き
難波（パークス通）
なんばパークス・パークスタワー向かいにある。
JAMJAMライナー（ジャムジャムエクスプレス） - 新宿行き／仙台行き
ハートライナー（神姫観光バス） - 池袋・TDL行き
さくら高速バス（桜交通） - 横浜（桜木町）・新宿・二俣新町駅行き
どっとこむライナー（昌栄高速運輸） - 名古屋（金山）・長野駅・須坂行き
なんば
海部観光が使用。千日前通り南側路上、大阪シティバス賑橋停留所のすぐ西にある。
マイ・エクスプレス - 阿南津乃峰行き

### 深夜急行バス
高島屋前のりばから発車する。停留所名は大阪市営バスと同様、なんばである。なお、休日・大型連休・盆期間中・年末年始は運休となる（奈良交通は土曜日も運休）。奈良交通のはんな号も乗り入れていたが、2020年3月31日をもって廃止となった。
南海バス - 南海深夜急行バス
堺東・泉北ニュータウン・和泉方面　和泉府中駅前 行き
金剛・河内長野・林間田園都市方面　林間田園都市駅前 行き

### 空港リムジンバス
旧・イチエイ総合ビル前に「なんば」停留所がある。2021年9月より同ビル解体に伴い券売機は相鉄フレッサイン大阪なんば1Fのファミリーマート難波中北店内に移転している。
阪急観光バス ‐ 大阪国際空港（伊丹）行き

## 隣の駅
南海電気鉄道
 南海本線（  空港線）
- ■特急「ラピート」発着駅

■特急「サザン」・■急行・■空港急行・■区間急行・■準急（到着列車のみ）・■普通
難波駅 (NK01) - 新今宮駅 (NK03)
 高野線（  泉北線）
- ■特急「泉北ライナー」・■特急「こうや」・「りんかん」発着駅

■快速急行・■急行・■区間急行・■準急
難波駅 (NK01) - 新今宮駅 (NK03)
■各停
難波駅 (NK01) - 今宮戎駅 (NK02)
- () 内は駅番号を示す。